# Champlat-et-Boujacourt
Champlat-et-Boujacourt è un comune francese di 147 abitanti situato nel dipartimento della Marna nella regione del Grand Est.

## Società

### Evoluzione demografica
Abitanti censiti